# PGP Corporation
PGP Corporation была основана в 2002 году несколькими ИТ-специалистами из компаний Vantive, PeopleSoft, Symantec и Counterpane Internet Security (многие из них работали над продуктами семейства PGP до покупки его корпорацией Network Associates, теперь известной под именем McAfee). Финансирование компании в размере 14 млн долларов было предоставлено представителями венчурных фондов: Doll Capital Management (Роб Цейс) и Venrock Associates (Терри Гарнетт).
Сразу же после создания была произведена сделка между Network Associates и PGP Corporation по получению последней прав на торговую марку PGP и программные продукты этого семейства (кроме консольной версии) и анонсирован выпуск в ноябре 2002 года 8-й версии данного программного обеспечения. Официальным представителем компании и распространителем этой версии пакета PGP, а также других продуктов компании на территории России и стран СНГ стала фирма Softline. 9-я версия была выпущена в 2005 году.
В 2003 году PGP Corporation разработала новый серверный продукт, PGP Universal.
В 2008 году решения UniversalTM Gateway Email и PGP PDF Messenger получили награду «Продукт года по шифрованию» на престижной церемонии награждения Techworld Awards 2008.
Внимание компании смещается в сторону корпоративного рынка. В 2004 году были анонсированы планы по интеграции с антивирусными технологиями Symantec, которые в 2010 обусловили получение сертификатов TC TrustCenter и родительской компании ChosenSecurity, сформировав новое подразделение PGP TrustCenter.
29 апреля 2010 года Symantec объявляет о покупке PGP Corporation.